# اوئه‌مورا نائومی
اوئه‌مورا نائومی (به ژاپنی: 植村 直己 Uemura Naomi); ۱۲ فوریهٔ ۱۹۴۱ – ۱۳ فوریهٔ ۱۹۸۴) گردشگر و ماجراجوی اهل ژاپن بود. او به خصوص برای انجام تنهایی کارهایی که قبلاً فقط با همراهی تیم‌های بزرگ انجام شده بود، شناخته شده‌است. به عنوان مثال، او اولین مردی بود که تا به حال انفرادی به قطب شمال رسیده بود، اولین مردی بود که تاکنون به تنهایی در رود آمازون قایقرانی کرد و اولین مردی بود که تا به حال به صورت انفرادی به دنالی صعود کرد. وی در حالی که تلاش می‌کرد در زمستان از کوه دنالی صعود کند، ناپدید شد.